# T-Pain
Faheem Rasheed Najm (Tallahassee, Florida, SAD, 30. rujna 1985.), poznatiji po svom umjetničkom imenu T-Pain, američki je pjevač, tekstopisac, producent i reper. Svoju karijeru je započeo u grupi Nappy Headz. Godine 2005. objavio je svoj debitantski album Rappa Ternt Sanga. T-Pain kroz cijelu svoju glazbenu karijeru koristi Auto-Tune kao ispravljač glasa.

## Diskografija
- Rappa Ternt Sanga (2005.)
- Epiphany (2007.)
- Thr33 Ringz (2008.)
- RevolveR  (2011.)
- Oblivion (2017.)
- 1UP (2019.)
- On Top of the Covers (2023.)

### Miksani albumi
- Pr33 Ringz (2008.)
- PrEVOLVEr (2011.)

### Glazba s filma
- Freaknik: The Musical Soundtrack (2010.)

## Filmografija
- Freaknik: The Musical (2010.)
- Lottery Ticket (2010.)

## Vanjske poveznice
- Službena stranica  Arhivirana inačica izvorne stranice od 7. siječnja 2007. (Wayback Machine)
- T-Pain na Internet Movie Databaseu
- Nappy Boy Records